# Plagithmysus metrosideri
Plagithmysus metrosideri là một loài bọ cánh cứng trong họ Cerambycidae.